# Бабетта (причёска)

Брижит Бардо на обложке журнала, 1965 год

Бабе́тта — причёска из длинных волос, при которой волосы укладываются в валик сзади и частично на макушке. Причёска стала популярной благодаря французской актрисе Брижит Бардо после выхода на экраны фильма «Бабетта идёт на войну».

## Описание
Спереди бабетты можно оставить челку и несколько прядей волос, уложенных в локоны. Сам валик, или как его ещё называют «тугой локон», можно декорировать шпильками со стразами или лентами, особенно такой метод востребован при праздничном варианте прически. При недостаточной длине или густоте собственных волос бабетта может быть создана с помощью накладных прядей.

## История
Картина «Бабетта идёт на войну» вышла на экраны в 1959 году. Благодаря ей распространилась мода на женскую причёску «а-ля Брижит Бардо», названную по имени героини фильма «бабетта». Эту причёску для актрисы придумал парикмахер Жак Дессанж, воспользовавшись элементами моды, бытовавшей среди парижской творческой богемы с Левого берега Сены. Она создавалась на волосах средней или большой длины, которые укладываются в валик на затылке и частично на макушке. При недостаточной длине или густоте собственных волос причёску можно быть создать при помощи накладных прядей. Пышная причёска требовала от женщин больших усилий и затрат времени, так что мыть голову, а зачастую и шею, старались как можно реже, а для сохранения её формы приходилось спать на спине, подкладывая под шею узкий валик, или даже сидя.

## В советской культуре
Мода на причёску в СССР вызывала противодействие со стороны властей, так как с идеологической точки зрения представляла собой образец асоциальности, как по форме, так и по технологии выполнения. Причёска чаще всего создавалась в парикмахерской, не расчёсывалась в течение нескольких дней (до недели), а для придания прочности и формы её обрабатывали самодельным лаком, приготовляемым из мебельного лака (канифоли), который разводился одеколоном, а затем наносился из пульверизатора. В связи с такими советскими реалиями причёска являлась вредной из гигиенических соображений. В некоторых случаях в волосах заводились вши и различные грибковые заболевания, поэтому за этой прической в народе закрепилось название «вшивый домик». В начале 1960-х годов в нескольких номерах журнала «Работница» осуждали подобные причёски, которые «так не вяжутся со всей деловой обстановкой», а «девушки со взбитыми волосами теряют очарование юности, выглядят значительно старше своих лет». Укладка, выполненная на коротких волосах и дополненная чёлкой, получила название «Я у мамы дурочка». Причёска сохранила свою популярность и используется, например, для свадебных церемоний.
Причёска как часть советского быта фигурирует во многих книгах, публицистике и кинематографе. Так, в повести И. Говорухи «Почти последняя любовь», действие которой происходит в начале 1970-х годов, главная героиня ночью почти не спит, ожидая встречи с любимым: «Перед встречей с Гошей сделала причёску „Бабетта“ в парикмахерской, и ночь провела сидя. Ей каждый локон сбрызгивали лаком, потом начёсывали и опять сверху лак. Очень хотелось быть красивой». Актриса Л. Гурченко вспоминала это повальное увлечение: «На экранах с большим успехом прошёл фильм „Бабетта идёт на войну“. И все женщины стали ходить с прическами „а-ля Бабетта“… из-за больших голов с начёсами все казались тонконогими».

## Известные женщины, носившие причёску

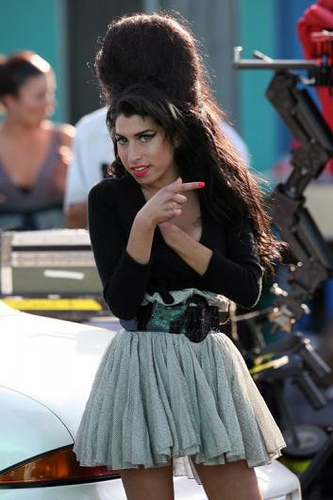
Эми Уайнхаус

- Певица Эми Уайнхаус[8][9]: знаменитая прическа Эми Уайнхаус — это же «бабетта». Немного растрепанная, временами неряшливая, но — та самая «бабетта», которую носила ещё Бриджит Бардо[10].
- Актриса и певица Барбара Стрейзанд[11][12]
- Актриса Одри Хепбёрн[11][12]
- Актриса Джули Кристи[11]
- Актриса, писательница и модель Джейн Фонда[11]
- Актриса Марион Котийяр[11]
- Певица Бейонсе и другие[11]